# Ostpreußisches Tribunal zu Königsberg
Das Ostpreußische Tribunal zu Königsberg war zwischen 1849 und 1879 ein preußisches Appellationsgericht mit Sitz in Königsberg.

## Vorgeschichte
Schon der Zweite Senat der „Ostpreußischen Regierung“ als Vorläufer des Oberlandesgerichts Königsberg (1808–1849) wurde als Tribunal benannt. Er war Appellations-Instanz für die Erkenntnisse des Ersten Senats. 

## Geschichte
In Königsberg bestand bis 1849 das Oberlandesgericht Königsberg als Mittelinstanz. Die „Verordnung über die Aufhebung der Privatgerichtsbarkeit und des eximierten Gerichtsstandes sowie über die anderweitige Organisation der Gerichte“ vom 2. Januar 1849 hob dann auch die Patrimonialgerichtsbarkeit auf. Gleichzeitig wurde das Ostpreußische Tribunal zu Königsberg geschaffen. Dem Ostpreußischen Tribunal zu Königsberg waren die Kreisgerichte nachgelagert, die grundsätzlich je Landkreis eingerichtet wurden. Dem Ostpreußischen Tribunal zu Königsberg war das Oberappellationsgericht Berlin übergeordnet.
Mit den Reichsjustizgesetzen wurden die Gerichte im Deutschen Reich vereinheitlicht. Das Ostpreußische Tribunal zu Königsberg wurde 1879 aufgehoben. Neu eingerichtet wurde nun das Landgericht Königsberg im Bezirk des Oberlandesgerichtes Königsberg.

## Sprengel
Der Sprengel des Ostpreußischen Tribunals zu Königsberg umfasste den Regierungsbezirk Königsberg. Es bestanden dort 14 Kreisgerichte in 3 Schwurgerichtsbezirken.
| Kreisgericht             | Sitz                    | Schwurgerichtsbezirk    | Gerichtskommissionen                                                                                  |
| ------------------------ | ----------------------- | ----------------------- | --- |
| Stadtgericht Königsberg  | Stadtgericht Königsberg | Königsberg              | |
| Kreisgericht Allenstein  | Allenstein              | Neidenburg              | Gerichtskommission in Wartenburg                                                                      |
| Kreisgericht Bartenstein | Bartenstein             | Bartenstein             | Gerichtskommissionen in Creuzburg, Domnau, Preußisch Eylau, Friedland, Landsberg und Schippenbeil     |
| Kreisgericht Braunsberg  | Braunsberg              | Stadtgericht Königsberg | Gerichtsdeputation in Heiligenbeil, Gerichtskommissionen in Mehlsack, Wormditt, Zinten                |
| Kreisgericht Heilsberg   | Heilsberg               | Bartenstein             | Gerichtskommission in Guttstadt                                                                       |
| Kreisgericht Königsberg  | Königsberg              | Stadtgericht Königsberg | Gerichtsdeputation in Fischhausen, Gerichtskommission in Pillau                                       |
| Kreisgericht Labiau      | Labiau                  | Wehlau                  | Gerichtsdeputation in Mehlauken                                                                       |
| Kreisgericht Memel       | Memel                   | Memel                   | Gerichtskommission in Prökuls                                                                         |
| Kreisgericht Mohrungen   | Mohrungen               | Mohrungen               | Gerichtsdeputation in Preußisch Holland, Gerichtskommissionen in Liebstadt, Mühlhausen, Saalfeld      |
| Kreisgericht Neidenburg  | Neidenburg              | Neidenburg              | Gerichtskommission in Soldau                                                                          |
| Kreisgericht Ortelsburg  | Ortelsburg              | Neidenburg              | Gerichtskommissionen in Passenheim, Willenberg                                                        |
| Kreisgericht Osterode    | Osterode                | Mohrungen               | Gerichtskommissionen in Gilgenburg, Hohenstein                                                        |
| Kreisgericht Rössel      | Rössel                  | Bartenstein             | Gerichtsdeputation in Rastenburg, Gerichtskommissionen in Barten, Bischofsburg, Bischofstein, Seeburg |
| Kreisgericht Wehlau      | Wehlau                  | Wehlau                  | Gerichtskommissionen in Allenburg, Gerdauen, Nordenburg, Tapiau                                       |

## Richter
- Karl Gustav von Goßler (1855–1864 Vizepräsident)
- Heinrich Eduard Pape (ab 1856 Rat)
- Ludwig Septimus Oscar Wentzel (1863–1865 Rat)[2]